# Dacia Valent
Dacia Soraya Valent (Mogadiscio, 12 de febrero de 1963 – Roma, 22 de enero de 2015) fue una política italiana de origen somalí y diputada al Parlamento Europeo.

## Biografía
Dacia Valent nació en Mogadiscio de padre italiano y madre somalí. Viajó por todo el mundo durante su juventud hasta instalarse definitivamente en Údine, en el Norte de Italia, en 1980. 
En 1985, mientras vivía en Údine, su hermano de 16 años Giacomo fue asesinado a puñaladas como resultado de una pelea con dos compañeros.
Después de abandonar la carrera de ingeniería y de separarse de su primer matrimonio (donde tuvo dos hijos), se unió a la Polizia di Stato, policía nacional dependiente del Ministerio del Interior. Su primer destino fue Milan. Posteriormente fue trasladada primero a la brigada móvil y luego al servicio de protección especial VIP en Palermo. En enero de 1989, mientras estaba de servicio, Valent declaró que un hombre visiblemente borracho la insultó con comentarios muy racistas, negándose a entregar sus documentos de identificación y agrediéndola físicamente. Durante este incidente, Valent estaba de patrulla con dos colegas varones a quienes Valent acusó de ser negligentes para ayudarla y que intentaron minimizar el incidente, ya que el agresor estaba borracho. Valent denunció el comportamiento irregular de sus colegas a los medios por este incidente, junto con sus antecedentes, ganó solidaridad y experimentó una gran popularidad.
Comenzó a ser activista del Partido Comunista Italiano (PCI), Valent se convirtió en candidata al Parlamento Europeo con el apoyo del Secretario general Achille Occhetto y fue elegida en las Elecciones de 1989 con 76,000 votos. Su posición como Eurodiputada del PCI causó más de una fricción con la dirección del partido. Particularmente famosa fue la disputa diplomática con el Gobierno del Estado de Israel que, en una columna de 1990 de la revista "Avvenimenti" fue considerado «el Gobierno más racista del mundo» y comparado con el Tercer Reich. La indignación provocada por estas declaraciones, supuestamente obligó al embajador de Israel en Italia, Mordechai Drory, a presentar una denuncia oficial por escrito a Achille Occhetto, que se distanció a sí mismo y al PCI de las declaraciones de Valent. En Estrasburgo Dacia Valent fue miembro de la 
Comisión de Asuntos Jurídicos y Derechos de los Ciudadanos (1989-1992), de la Asamblea Paritaria de la Convención entre el ACP y la  CEE (1989– 1994) y de la Comisión de Libertades Civiles y Asuntos Internos (1992).
Después de la disolución del PCI y su transformación dentro del Partido Democrático de la Izquierda, decidió no unirse al nuevo proyecxto 
pero prefirió inscribirse en el Partido de la Refundación Comunista. Después de un tiempo fue expulsada del partido por su declaraciones de admiración al expolítico neofascista Gianfranco Fini, líder del partido de derecha Alleanza Nazionale. Dacia Valent intentó sin éxito postularse para un escaño bajo el partido Alleanza Nazionale, y finalmente fue candidato a las elecciones europeas de 2004 con la lista de Antonio Di Pietro pero no fue elegida.
El 26 de julio de 1992, Dacia Valent fundó la ONG SCORE y fue nominada Presidenta. En 1995 fue miembro de esta grupo, 
apoyó la acción de un grupo de mujeres somalíes que denunciaron solicitudes de favores sexuales por parte del sindicato CGIL a cambio de concesiones en la asignación de alimentos, pero la CGIL negó las circunstancias y Dacia Valent fue declarada culpable de difamación después un juicio. En abril de 1995 fue arrestada por el intento de asesinato de Luc Tchombé Mutshail, ciudadano de Zaire con quien tuvo un hijo; Tchombé fue herido por Valent con un cuchillo durante una pelea. Después en 2002, fue sancionada por el Auditor general italiano por la administración inadecuada del dinero invertido por el gobierno italiano en SCORE, que en su lugar estaba destinado a ser utilizado para construir centros temporales de estadía y asistencia para inmigrantes ilegales. Por esta razón perdió la oportunidad de ser nominada por el gobierno de Berlusconi como Ministra de Inmigración.
Posteriormente, después de una supuesta conversión al islam, fundó una organización llamada Liga Islámica Antidifamación. Entre sus iniciativas, la organización proporcionó un servicio telefónico de apoyo y asesoramiento a los musulmanes que deseaban denunciar problemas de abuso basados en discriminación religiosa. Sin embargo, el número gratuito dejó de estar operativo poco después.
En noviembre de 2006, Dacia Valent fue acusado de complicidad en un robo contra un inmigrante polaco que había acudido a SCORE en busca de ayuda.
En octubre de 2007, fue sentenciada con un año de prisión y a 15.000 euros por difamación y amenazas al director de Telepadania. En octubre de 2008, un artículo publicado en su blog personal titulado "Italianos bastardos, Italianos trozos de mierda", que, según los informes, incluía una serie de comentarios despectivos contra los italianos (especificados también como «blancos y cristianos») y que provocó una fuerte indignación en la prensa.
En 2012, fue a los tribunales nuevamente por difamar repetidamente al político nacido en Marruecos Souad Sbai y fue declarada culpable de los cargos.
El 22 de enero de 2015, Dacia Valent murió en Roma de un ataque al corazón, mientras estaba hospitalizado por otras enfermedades.